# إريك جارسان
إريك جارسان (بالفرنسية: Éric Garcin)‏ هو مدرب كرة قدم ولاعب كرة قدم فرنسي في مركز الدفاع، ولد في 6 ديسمبر 1965 في أفنيون في فرنسا. لعب مع أفينيون فوت 84 ونادي تولوز ونادي دندي ونادي لومان ونادي ماذرويل ونيم أولمبيك.

## وصلات خارجية
- إريك جارسان على موقع قاعدة بيانات كرة القدم.إي يو (الإنجليزية)
- إريك جارسان على موقع Soccerbase.com (لاعب) (الإنجليزية)